# Cheap Thrills (Sia)
Cheap Thrills is een single van de Australische singer-songwriter Sia van haar zevende studioalbum This Is Acting, dat in 2016 uitkwam. Het is geschreven door Sia en Greg Kurstin en geproduceerd door Kurstin. Een remix-versie van de single, samen met Sean Paul, kwam uit op 11 februari 2016 als de tweede single van het album.

## Achtergrondinformatie
De single was oorspronkelijk geschreven voor Rihanna, maar zij wees het aanbod op het laatste moment af. Ook boden ze het nummer aan bij Icona Pop, maar ook zij weigerde.

## Videoclip
Een songtekstclip van het nummer met Sean Paul verscheen op 10 februari 2016. In de videoclip zijn twee dansers te zien, beiden met pruiken, die een danswedstrijd winnen bij de televisieshow American Bandstand. De officiële clip kwam uit op 21 maart 2016 en is geregisseerd door Sia en Daniel Askill. 

## Tracklijst
| Nr. | Titel                         | Duur |
| --- | ----------------------------- | ---- |
| 1.  | Cheap Thrills (met Sean Paul) | 3:44 |
| 2.  | Cheap Thrills (albumversie)   | 3:30 |

| Nr. | Titel                                         | Duur |
| --- | --------------------------------------------- | ---- |
| 1.  | Cheap Thrills (Hex Cougar remix)              | 3:49 |
| 2.  | Cheap Thrills (Le Youth remix)                | 3:39 |
| 3.  | Cheap Thrills (RAC remix)                     | 4:09 |
| 4.  | Cheap Thrills (Nomero remix)                  | 4:11 |
| 5.  | Cheap Thrills (Sted-E & Hybrid Heights remix) | 5:35 |
| 6.  | Cheap Thrills (Cyril Hahn remix)              | 4:45 |
| 7.  | Cheap Thrills (John J-C Carr remix)           | 5:16 |

## Hitnoteringen

### Nederlandse Top 40
| Hitnotering: 12-03-2016 t/m 24-09-2016 | Hitnotering: 12-03-2016 t/m 24-09-2016 | Hitnotering: 12-03-2016 t/m 24-09-2016 | Hitnotering: 12-03-2016 t/m 24-09-2016 | Hitnotering: 12-03-2016 t/m 24-09-2016 | Hitnotering: 12-03-2016 t/m 24-09-2016 | Hitnotering: 12-03-2016 t/m 24-09-2016 | Hitnotering: 12-03-2016 t/m 24-09-2016 | Hitnotering: 12-03-2016 t/m 24-09-2016 | Hitnotering: 12-03-2016 t/m 24-09-2016 | Hitnotering: 12-03-2016 t/m 24-09-2016 | Hitnotering: 12-03-2016 t/m 24-09-2016 | Hitnotering: 12-03-2016 t/m 24-09-2016 | Hitnotering: 12-03-2016 t/m 24-09-2016 | Hitnotering: 12-03-2016 t/m 24-09-2016 | Hitnotering: 12-03-2016 t/m 24-09-2016 |
| Week:                                  | 1                                      | 2                                      | 3                                      | 4                                      | 5                                      | 6                                      | 7                                      | 8                                      | 9                                      | 10                                     | 11                                     | 12                                     | 13                                     | 14                                     | 15                                     |
| -------------------------------------- | -------------------------------------- | -------------------------------------- | -------------------------------------- | -------------------------------------- | -------------------------------------- | -------------------------------------- | -------------------------------------- | -------------------------------------- | -------------------------------------- | -------------------------------------- | -------------------------------------- | -------------------------------------- | -------------------------------------- | -------------------------------------- | -------------------------------------- |
| Positie:                               | 27                                     | 17                                     | 14                                     | 12                                     | 9                                      | 9                                      | 7                                      | 5                                      | 5                                      | 5                                      | 3                                      | 4                                      | 4                                      | 5                                      | 6                                      |
| Week:                                  | 16                                     | 17                                     | 18                                     | 19                                     | 20                                     | 21                                     | 22                                     | 23                                     | 24                                     | 25                                     | 26                                     | 27                                     | 28                                     | 29                                     |                                        |
| Positie:                               | 6                                      | 6                                      | 7                                      | 10                                     | 13                                     | 12                                     | 11                                     | 9                                      | 12                                     | 16                                     | 18                                     | 22                                     | 27                                     | 40                                     | uit                                    |

### NederlandseSingle Top 100
| Hitnotering: 13-02-2016 t/m 28-01-2017 | Hitnotering: 13-02-2016 t/m 28-01-2017 | Hitnotering: 13-02-2016 t/m 28-01-2017 | Hitnotering: 13-02-2016 t/m 28-01-2017 | Hitnotering: 13-02-2016 t/m 28-01-2017 | Hitnotering: 13-02-2016 t/m 28-01-2017 | Hitnotering: 13-02-2016 t/m 28-01-2017 | Hitnotering: 13-02-2016 t/m 28-01-2017 | Hitnotering: 13-02-2016 t/m 28-01-2017 | Hitnotering: 13-02-2016 t/m 28-01-2017 | Hitnotering: 13-02-2016 t/m 28-01-2017 | Hitnotering: 13-02-2016 t/m 28-01-2017 | Hitnotering: 13-02-2016 t/m 28-01-2017 | Hitnotering: 13-02-2016 t/m 28-01-2017 | Hitnotering: 13-02-2016 t/m 28-01-2017 | Hitnotering: 13-02-2016 t/m 28-01-2017 | Hitnotering: 13-02-2016 t/m 28-01-2017 | Hitnotering: 13-02-2016 t/m 28-01-2017 | Hitnotering: 13-02-2016 t/m 28-01-2017 | Hitnotering: 13-02-2016 t/m 28-01-2017 | Hitnotering: 13-02-2016 t/m 28-01-2017 |
| Week:                                  | 1                                      | 2                                      | 3                                      | 4                                      | 5                                      | 6                                      | 7                                      | 8                                      | 9                                      | 10                                     | 11                                     | 12                                     | 13                                     | 14                                     | 15                                     | 16                                     | 17                                     | 18                                     | 19                                     | 20                                     |
| -------------------------------------- | -------------------------------------- | -------------------------------------- | -------------------------------------- | -------------------------------------- | -------------------------------------- | -------------------------------------- | -------------------------------------- | -------------------------------------- | -------------------------------------- | -------------------------------------- | -------------------------------------- | -------------------------------------- | -------------------------------------- | -------------------------------------- | -------------------------------------- | -------------------------------------- | -------------------------------------- | -------------------------------------- | -------------------------------------- | -------------------------------------- |
| Positie:                               | 86                                     | 59                                     | 40                                     | 22                                     | 15                                     | 13                                     | 9                                      | 7                                      | 6                                      | 4                                      | 5                                      | 5                                      | 4                                      | 3                                      | 6                                      | 6                                      | 7                                      | 9                                      | 10                                     | 11                                     |
| Week:                                  | 21                                     | 22                                     | 23                                     | 24                                     | 25                                     | 26                                     | 27                                     | 28                                     | 29                                     | 30                                     | 31                                     | 32                                     | 33                                     | 34                                     | 35                                     | 36                                     | 37                                     | 38                                     | 39                                     | 40                                     |
| Positie:                               | 12                                     | 13                                     | 13                                     | 12                                     | 12                                     | 13                                     | 16                                     | 16                                     | 19                                     | 20                                     | 23                                     | 31                                     | 35                                     | 43                                     | 46                                     | 51                                     | 51                                     | 51                                     | 65                                     | 67                                     |
| Week:                                  | 41                                     | 42                                     | 43                                     | 44                                     | 45                                     | 46                                     | 47                                     | 48                                     | 49                                     | 50                                     | 51                                     |                                        |                                        |                                        |                                        |                                        |                                        |                                        |                                        |                                        |
| Positie:                               | 68                                     | 63                                     | 78                                     | 66                                     | 79                                     | 54                                     | 83                                     | 48                                     | 53                                     | 57                                     | 84                                     | uit                                    |                                        |                                        |                                        |                                        |                                        |                                        |                                        |                                        |

### NederlandseMega Top 50
| Hitnotering: 05-03-2016 t/m 08-10-2016 | Hitnotering: 05-03-2016 t/m 08-10-2016 | Hitnotering: 05-03-2016 t/m 08-10-2016 | Hitnotering: 05-03-2016 t/m 08-10-2016 | Hitnotering: 05-03-2016 t/m 08-10-2016 | Hitnotering: 05-03-2016 t/m 08-10-2016 | Hitnotering: 05-03-2016 t/m 08-10-2016 | Hitnotering: 05-03-2016 t/m 08-10-2016 | Hitnotering: 05-03-2016 t/m 08-10-2016 | Hitnotering: 05-03-2016 t/m 08-10-2016 | Hitnotering: 05-03-2016 t/m 08-10-2016 | Hitnotering: 05-03-2016 t/m 08-10-2016 | Hitnotering: 05-03-2016 t/m 08-10-2016 | Hitnotering: 05-03-2016 t/m 08-10-2016 | Hitnotering: 05-03-2016 t/m 08-10-2016 | Hitnotering: 05-03-2016 t/m 08-10-2016 | Hitnotering: 05-03-2016 t/m 08-10-2016 | Hitnotering: 05-03-2016 t/m 08-10-2016 | Hitnotering: 05-03-2016 t/m 08-10-2016 | Hitnotering: 05-03-2016 t/m 08-10-2016 | Hitnotering: 05-03-2016 t/m 08-10-2016 |
| Week:                                  | 1                                      | 2                                      | 3                                      | 4                                      | 5                                      | 6                                      | 7                                      | 8                                      | 9                                      | 10                                     | 11                                     | 12                                     | 13                                     | 14                                     | 15                                     | 16                                     | 17                                     | 18                                     | 19                                     | 20                                     |
| -------------------------------------- | -------------------------------------- | -------------------------------------- | -------------------------------------- | -------------------------------------- | -------------------------------------- | -------------------------------------- | -------------------------------------- | -------------------------------------- | -------------------------------------- | -------------------------------------- | -------------------------------------- | -------------------------------------- | -------------------------------------- | -------------------------------------- | -------------------------------------- | -------------------------------------- | -------------------------------------- | -------------------------------------- | -------------------------------------- | -------------------------------------- |
| Positie:                               | 32                                     | 18                                     | 18                                     | 15                                     | 9                                      | 10                                     | 8                                      | 6                                      | 6                                      | 3                                      | 2                                      | 3                                      | 3                                      | 3                                      | 5                                      | 5                                      | 6                                      | 5                                      | 7                                      | 7                                      |
| Week:                                  | 21                                     | 22                                     | 23                                     | 24                                     | 25                                     | 26                                     | 27                                     | 28                                     | 29                                     | 30                                     | 31                                     | 32                                     |                                        |                                        |                                        |                                        |                                        |                                        |                                        |                                        |
| Positie:                               | 7                                      | 7                                      | 7                                      | 7                                      | 12                                     | 18                                     | 19                                     | 29                                     | 38                                     | 38                                     | 41                                     | 46                                     | uit                                    |                                        |                                        |                                        |                                        |                                        |                                        |                                        |